# Ignazio Oliva
Ignazio Oliva (Genova, 26 settembre 1970) è un attore italiano.

## Biografia
Laureato in Scienze politiche con indirizzo sociologico a Genova, studia recitazione per tre anni presso il Teatro Cinque di Milano e per un anno presso il Piccolo Teatro di Campopisano di Genova. In teatro recita in diversi spettacoli, tra cui: Sacco e Vanzetti, per la regia di Beatrice Bracco, in cui ha il ruolo di Bartolomeo Vanzetti, Il malato immaginario, regia di P. Tomlinson, Il giardino dei ciliegi, regia di T. Scanner, Il piccolo principe, regia di E. Musso, Un tram che si chiama Desiderio, regia di M. Lopez. Nel 1983 appare per la prima volta in televisione con un piccolo ruolo nel film tv I velieri, diretto da Gianni Amelio. Tra gli altri suoi primi lavori per il piccolo schermo ricordiamo le miniserie tv La buona battaglia - Don Pietro Pappagallo, regia di Gianfranco Albano, e Chiara e Francesco, regia di Fabrizio Costa, trasmesse rispettivamente nel 2006 e nel 2007 da Rai 1.
Nel 1994 debutta sul grande schermo nel film Come due coccodrilli, regia di Giacomo Campiotti, presentato al Festival internazionale del film di Locarno. A questo film fa seguito Io ballo da sola (1996), regia di Bernardo Bertolucci. Nel 1998 è fra gli interpreti de L'ospite, diretto da Alessandro Colizzi, film tratto dal romanzo La vergogna di Silvia Cossu. Successivamente torna a lavorare con Giacomo Campiotti ne Il tempo dell'amore (1999). Lavora anche con attori quali Ewan McGregor e Susan Lynch, in Nora (2000), regia di Pat Murphy. Successivamente interpreta Arlecchino ne Il trionfo dell'amore (2001), regia di Clare Peploe. Del 2001 è anche il film L'ultima lezione, regia di Fabio Rosi.
Nel 2003 torna sul grande schermo con Passato prossimo, film d'esordio di Maria Sole Tognazzi. Nello stesso anno è protagonista di Amorfù, regia di Emanuela Piovano. Nel 2005 escono due film in cui appare: Tu devi essere il lupo, regia di Vittorio Moroni, e Onde, che rappresenta l'esordio di Francesco Fei. Nel 2007 è nel cast del film di John Irvin, The Moon and the Stars, con Jonathan Price e Alfred Molina, e prende parte al film di Aurelio Grimaldi Anita - Una vita per Garibaldi. A questi film fanno se guito, tra gli altri: Se chiudi gli occhi, film d'esordio di Lisa Romano, La canarina assassinata, regia di Daniele Cascella, e Scusa ma ti chiamo amore, regia di Federico Moccia, tutti del 2008, e Scusa ma ti voglio sposare del 2010. Sempre nel 2010 è nel cast della seconda stagione della serie TV Tutti pazzi per amore.

## Vita privata
Oliva si è sposato il 26 giugno 2022 a Capalbio con la giornalista di Sky TG24 Giovanna Pancheri.

## Filmografia

### Cinema
- Come due coccodrilli, regia di Giacomo Campiotti (1994)
- Io ballo da sola, regia di Bernardo Bertolucci (1996)
- L'ospite, regia di Alessandro Colizzi (1998)
- Il tempo dell'amore, regia di Giacomo Campiotti (1999)
- Nora, regia di Pat Murphy (2000)
- L'ultima lezione, regia di Fabio Rosi (2001)
- Giorni, regia di Laura Muscardin (2001)
- Il trionfo dell'amore, regia di Clare Peploe (2001)
- Passato prossimo, regia di Maria Sole Tognazzi (2003)
- Amorfù, regia di Emanuela Piovano (2003)
- Tu devi essere il lupo, regia di Vittorio Moroni (2005)
- Onde, regia di Francesco Fei (2005)
- The Moon and the Stars, regia di John Irvin (2007)
- Hermano, regia di Giovanni Robbiano (2007)
- Anita - Una vita per Garibaldi, regia di Aurelio Grimaldi (2007)
- Scusa ma ti chiamo amore, regia di Federico Moccia (2008)
- Il nostro messia, regia di Claudio Serughetti (2008)
- La canarina assassinata, regia di Daniele Cascella (2008)
- Se chiudi gli occhi, regia di Lisa Romano (2008)
- Villa Amalia, regia di Benoît Jacquot (2009)
- Scusa ma ti voglio sposare, regia di Federico Moccia (2010)
- Diaz - Don't Clean Up This Blood, regia di Daniele Vicari (2012)
- Il venditore di medicine, regia di Antonio Morabito (2013)
- Se chiudo gli occhi non sono più qui, regia di Vittorio Moroni (2013)
- Stalker, regia di Luca Tornatore (2014)
- Road 47 (A Estrada 47), regia di Vicente Ferraz (2014)
- Lo spietato, regia di Renato De Maria (2019)
- Per tutta la vita, regia di Paolo Costella (2021)

### Televisione
- I velieri, regia di Gianni Amelio - film TV (1983)
- Avvocati, regia di Giorgio Ferrara - miniserie televisiva (1998)
- La buona battaglia - Don Pietro Pappagallo, regia di Gianfranco Albano - miniserie televisiva (2006)
- Chiara e Francesco, regia di Fabrizio Costa - miniserie televisiva (2007)
- Terapia d'urgenza - serie TV (2008-2009)
- Apnea - serie TV, 3 episodo (2009)
- Tutti pazzi per amore - serie TV, 1 episodio (2010)
- Il sorteggio, regia di Giacomo Campiotti - miniserie televisiva (2010)
- Rex - serie TV, episodio 4x10 (2011)
- Una grande famiglia - serie TV, 6 episodi (2012)
- Paura di amare - serie TV, 6 episodi (2013)
- Braccialetti rossi - serie TV, 8 episodi (2014-2015)
- Il restauratore - serie TV, episodio 2x08 (2014)
- Una pallottola nel cuore - serie TV, episodio 1x02 (2014)
- Un mondo nuovo, regia di Alberto Negrin - film TV (2014)
- The Young Pope - serie TV, 10 episodi (2016)
- The New Pope, regia di Paolo Sorrentino - miniserie televisiva, 5 episodi (2019-2020)
- Fino all'ultimo battito – serie TV, 10 episodi (2021)
- Resta con me - serie TV, 16 episodi (2023)
- L'ultimo spettacolo - serie TV, 12 episodi (2023)
- Che Dio ci aiuti - serie TV, episodio 8x18 (2025)

### Cortometraggi
- Cinema giovani, regia di Paolo Ameli (1996)
- Prego una rosa, regia di Vincenzo Marra (1996)
- Snake, regia di David Di Lanni (1998)
- Gessetti, regia di Andrea Papini (1999)
- Stesso posto stessa ora, regia di Werther Germondari e Fabio Rosi (1999)
- Rosa rosae, regia di Chiara Bondì e Cecilia Comani (2000)
- Ritorna Gothan, regia di Irene Ranzato (2000)
- La sciarpa, regia di Frizzi Maniglio (2001)
- Un uomo indietro, regia di Laura Bispuri (2002)
- Il corridoio, regia di Vittorio Badini Gonfalonieri (2003)
- Tra due stagioni, regia di Teresio Spalla (2006)
- Punto di vista, regia di Michele Banzato (2007)

## Riconoscimenti
- Premio AGIS – Chiave d'oro come migliore attore per Io ballo da sola
- XV Rassegna cinematografica Il cinema del Roseto (GE) – Premio come migliore attore per Io ballo da sola
- Magna Grecia Film Festival – Premio come migliore attore per Onde
- L'Altro Cinema Film Festival – Premio Riccardo Cucciolla com migliore attore per Onde
- Cinecircolo Romano – Premio come migliore attore per Onde
- Salento International Film Festival – Premio come Miglior Attore per il film Onde
- XVIII Chieti Film Festival – Scrittura e immagine – Premio come migliore attore per La canarina assassinata